# پودلتسیگ
پودلتسیگ (به آلمانی: Podelzig) یک شهر در آلمان است که در مرکیش-اودرلند واقع شده‌است. پودلتسیگ ۹۹۹ نفر جمعیت دارد.